# Wspólnota administracyjna Bad Birnbach
Wspólnota administracyjna Bad Birnbach – wspólnota administracyjna (niem. Verwaltungsgemeinschaft) w Niemczech, w kraju związkowym Bawaria, w rejencji Dolna Bawaria, w regionie Landshut, w powiecie  Rottal-Inn. Siedziba wspólnoty znajduje się w miejscowości Bad Birnbach.
Wspólnota administracyjna zrzesza jedną gminę targową (Markt) oraz jedną gminę wiejską (Gemeinde): 
- Bad Birnbach, gmina targowa, 5 527 mieszkańców, 68,81 km²
- Bayerbach, 1 638 mieszkańców, 19,43 km²